# Olympische Winterspiele 2022/Shorttrack – 1000 m (Männer)
Die 1000 m im Shorttrack der Männer bei den Olympischen Winterspielen 2022 wurden am 5. und 7. Februar im Hauptstadt-Hallenstadion in Peking ausgetragen.

## Rekorde

### Bestehende Rekorde
| Weltrekord         | Hwang Dae-heon  | 1:20,875 min | Salt Lake City, Vereinigte Staaten | 12. November 2016 |
| Olympischer Rekord | Charles Hamelin | 1:23,407 min | Pyeongchang, Südkorea              | 13. Februar 2018  |

### Neue Rekorde
| Olympischer Rekord | Hwang Dae-heon | 1:23,042 min | Peking, China | 5. Februar 2022 |

## Ergebnisse

### Vorläufe
| Rang | Lauf | Athlet               | Nation             | Zeit (min) | Anm.  |
| ---- | ---- | -------------------- | ------------------ | ---------- | ----- |
| 1    | 1    | Park Jang-hyuk       | Südkorea           | 1:24,081   | Q     |
| 2    | 1    | Andrew Heo           | Vereinigte Staaten | 1:24,106   | Q     |
| 3    | 1    | Itzhak de Laat       | Niederlande        | 1:24,332   | ADV   |
| 4    | 1    | Niall Treacy         | Großbritannien     | 1:32,243   |       |
| 1    | 2    | Ren Ziwei            | China              | 1:23,772   | Q     |
| 2    | 2    | Quentin Fercoq       | Frankreich         | 1:23,917   | Q     |
| 3    | 2    | Jens van ’t Wout     | Niederlande        | 1:23,946   |       |
| 4    | 2    | Farrell Treacy       | Großbritannien     | 1:24,935   |       |
| 1    | 3    | Wu Dajing            | China              | 1:23,927   | Q     |
| 2    | 3    | Jordan Pierre-Gilles | Kanada             | 1:24,067   | Q     |
| 3    | 3    | Semjon Jelistratow   | ROC                | 1:24,077   |       |
| 4    | 3    | Shōgo Miyata         | Japan              | 1:24,367   |       |
| 1    | 4    | Lee June-seo         | Südkorea           | 1:24,698   | Q     |
| 2    | 4    | Pascal Dion          | Kanada             | 1:24,771   | Q     |
| 3    | 4    | Ädil Ghaliachmetow   | Kasachstan         | 1:24,855   |       |
| 4    | 4    | Vladislav Bykanov    | Israel             | 1:24,875   |       |
| 1    | 5    | Hwang Dae-heon       | Südkorea           | 1:23,042   | Q, OR |
| 2    | 5    | Sjinkie Knegt        | Niederlande        | 1:23,097   | Q     |
| 3    | 5    | Li Wenlong           | China              | 1:23,140   | Q     |
| 4    | 5    | Sébastien Lepape     | Frankreich         | 1:26,069   |       |
| 1    | 6    | John-Henry Krueger   | Ungarn             | 1:25,236   | Q     |
| 2    | 6    | Furkan Akar          | Türkei             | 1:25,462   | Q     |
| 3    | 6    | Kazuki Yoshinaga     | Japan              | 1:25,574   | ADV   |
|      | 6    | Denis Airapetjan     | ROC                |            | PEN   |
| 1    | 7    | Shaolin Sándor Liu   | Ungarn             | 1:25,262   | Q     |
| 2    | 7    | Ryan Pivirotto       | Vereinigte Staaten | 1:54,437   | Q     |
| 3    | 7    | Pietro Sighel        | Italien            | 2:10,039   | ADV   |
|      | 7    | Stijn Desmet         | Belgien            |            | PEN   |
| 1    | 8    | Shaoang Liu          | Ungarn             | 1:23,796   | Q     |
| 2    | 8    | Brendan Corey        | Australien         | 1:23,908   | Q     |
| 3    | 8    | Roberts Krūzbergs    | Lettland           | 1:23,979   |       |
|      | 8    | Luca Spechenhauser   | Italien            |            | PEN   |

### Viertelfinale
| Rang | Lauf | Athlet               | Nation             | Zeit (min) | Anm. |
| ---- | ---- | -------------------- | ------------------ | ---------- | ---- |
| 1    | 1    | Andrew Heo           | Vereinigte Staaten | 1:24,603   | Q    |
| 2    | 1    | Wu Dajing            | China              | 1:33,302   | Q    |
| 3    | 1    | Park Jang-hyuk       | Südkorea           | keine Zeit | ADV  |
|      | 1    | Pietro Sighel        | Italien            |            | PEN  |
|      | 1    | Jordan Pierre-Gilles | Kanada             |            | PEN  |
| 1    | 2    | Lee June-seo         | Südkorea           | 1:23,682   | Q    |
| 2    | 2    | Shaoang Liu          | Ungarn             | 1:23,940   | Q    |
| 3    | 2    | Quentin Fercoq       | Frankreich         | 1:24,411   |      |
| 4    | 2    | Pascal Dion          | Kanada             | keine Zeit |      |
|      | 2    | Kazuki Yoshinaga     | Japan              |            | PEN  |
| 1    | 3    | Furkan Akar          | Türkei             | 1:25,490   |      |
| 2    | 3    | Ren Ziwei            | China              | 1:34,211   |      |
| 3    | 3    | Itzhak de Laat       | Niederlande        | 1:42,490   | ADV  |
|      | 3    | John-Henry Krueger   | Ungarn             |            | PEN  |
|      | 3    | Brendan Corey        | Australien         |            | PEN  |
| 1    | 4    | Hwang Dae-heon       | Südkorea           | 1:24,693   |      |
| 2    | 4    | Li Wenlong           | China              | 1:30,550   |      |
| 3    | 4    | Shaolin Sándor Liu   | Ungarn             | 1:55,248   | ADV  |
| 4    | 4    | Ryan Pivirotto       | Vereinigte Staaten | 2:08,364   |      |
|      | 4    | Sjinkie Knegt        | Niederlande        |            | YC   |

### Halbfinale
| Rang | Lauf | Athlet             | Nation             | Zeit (min) | Anm. |
| ---- | ---- | ------------------ | ------------------ | ---------- | ---- |
| 1    | 1    | Ren Ziwei          | China              | 1:26,576   | QA   |
| 2    | 1    | Li Wenlong         | China              | 1:26,722   | QA   |
| 3    | 1    | Furkan Akar        | Türkei             | 1:27,102   | QB   |
|      | 1    | Hwang Dae-heon     | Südkorea           |            | PEN  |
|      | 1    | Park Jang-hyuk     | Südkorea           | DNS        |      |
| 1    | 2    | Shaolin Sándor Liu | Ungarn             | 1:23,567   | QA   |
| 2    | 2    | Wu Dajing          | China              | 1:23,928   | QA   |
| 3    | 2    | Andrew Heo         | Vereinigte Staaten | 1:24,023   | QB   |
| 4    | 2    | Itzhak de Laat     | Niederlande        | 1:24,229   | QB   |
| 5    | 2    | Shaoang Liu        | Ungarn             | 1:35,384   | ADV  |
|      | 2    | Lee June-seo       | Südkorea           |            | PEN  |

### Finale

#### B-Finale
| Rang | Athlet         | Nation             | Zeit (min) | Anm. |
| ---- | -------------- | ------------------ | ---------- | ---- |
| 5    | Itzhak de Laat | Niederlande        | 1:35,925   |      |
| 6    | Furkan Akar    | Türkei             | 1:36,052   |      |
| 7    | Andrew Heo     | Vereinigte Staaten | 1:36,140   |      |

#### A-Finale
| Rang | Athlet             | Nation | Zeit (min) | Anm. |
| ---- | ------------------ | ------ | ---------- | ---- |
| 1    | Ren Ziwei          | China  | 1:26,768   |      |
| 2    | Li Wenlong         | China  | 1:29,917   |      |
| 3    | Shaoang Liu        | Ungarn | 1:35,693   |      |
| 4    | Wu Dajing          | China  | 1:42,937   |      |
|      | Shaolin Sándor Liu | Ungarn |            | YC   |